# Liste der Herzöge von Pommern
Während Pommern zumeist mit dem ehemaligen Herzogtum und späteren Provinz Pommern gleichgesetzt wird, fallen im weiteren Sinne auch Rügen und Pomerellen darunter. Daher umfasst dieser Artikel neben den Greifenherzögen auch die Rügenfürsten und die Regenten des mittelalterlichen Pomerellen.

## Pomoranische Fürsten
Die administrative Organisation der mittelalterlichen Pomoranen ist weitgehend unbekannt, es gibt jedoch einige Nennungen pomoranischer Fürsten. Um 1046 wird erstmals ein Fürst der Pomoranen namentlich erwähnt: „Zemuzil dux Bomeranorum“. Eine Chronik aus dem Jahr 1113, geschrieben von Gallus Anonymus, erwähnt mehrere Fürsten in Pommern: Swantibor, Gniewomir und einen namenlosen Herzog, der in Kolberg belagert wurde.

## Greifen und Samboriden
Hauptartikel: Herzogtum Pommern, Greifen, Pomerellen, Samboriden
Als eines der letzten heidnischen Wendenvölker des beginnenden Hochmittelalters konnten die Pomoranen dem Expansionsdrang ihrer christlichen Nachbarn Dänemark, Polen und dem Heiligen Römischen Reich nicht mehr standhalten. In drei Feldzügen (1116, 1119 und 1121) eroberte der polnische Herzog Bolesław III. Schiefmund das Siedlungsgebiet der Pomoranen. Dessen Ostteil (Pomerellen mit Danzig) wird von den Samboriden regiert und verbleibt länger unter polnischer Kontrolle als der Westteil.
Den Westteil regierten seit der polnischen Eroberung Angehörige des Greifengeschlechts, beginnend mit Wartislaw I. Wahrscheinlich mit polnischer Hilfe erweitert er sein Gebiet stark nach Westen. Die zunächst von Demmin und Stettin aus regierenden Greifen werden nach der Schlacht bei Verchen 1164 zu Vasallen des Sachsenherzogs Heinrich des Löwen. Nach Heinrichs Verurteilung und Sturz (1180) belehnt Kaiser Friedrich I. Barbarossa im Jahr 1181 den Greifenfürsten Bogislaw I. direkt als Dux Slaviae. Jedoch unterstellten die beiden nachfolgenden Kaiser, Heinrich VI. und Friedrich II. die Pommernherzöge der Lehenshoheit der Markgrafen von Brandenburg. In den Ländern Schlawe und Stolp, die zwischen dem Herzogtum Pommern und Pomerellen liegen, errichtet eine Seitenlinie der Greifen, die Ratiboriden, zunächst eine eigene Herrschaft. Ein Landstreifen um Kolberg, Körlin und Köslin ist Stiftsgebiet des Bistums Cammin und liegt bis zur Reformation außerhalb des Einflusses der Pommernherzöge.
Das Herzogtum Pommern verliert 1236 im Vertrag von Kremmen und 1250 im Vertrag von Landin größere Gebiete im Westen und Süden, die Greifenherzöge können sich jedoch gegen eine Übernahme ihres Herzogtums durch die Markgrafschaft Brandenburg behaupten, dieses im Zuge der deutschen Ostsiedlung ausbauen und ihr Gebiet im 14. Jahrhundert nach Norden (Fürstentum Rügen nach den Rügischen Erbfolgekriegen) und Osten (Land Schlawe-Stolp, Lande Lauenburg und Bütow) erweitern. Das Herzogtum ist zumeist zwischen verschiedenen Linien des Greifenhauses aufgeteilt. Zumeist war es in ein Pommern-Stettin südlich von Peene und Ihna und ein Pommern-Wolgast nördlich davon unterteilt, benannt nach den jeweiligen herzöglichen Residenzen. Pommern-Wolgast wurde zeitweilig auch weiter unterteilt, um die Ansprüche aller Erbberechtigten zu bedienen. Der vorletzte Teilungsvertrag von 1569 verbot zwar eine weitere Aufteilung als in die damals bereits bestehenden Herrschaften Pommern-Stettin und Pommern-Wolgast. Für die im Folgenden angeführten Herzogtümer gilt deshalb in den meisten Fällen, dass es sich bei ihnen nicht um echte Herzogtümer, sondern nur um Teilherrschaften handelte.
Mit dem Tode Bogislaws XIV. 1637 erlosch das Greifenhaus in der männlichen Linie. Das von den Schweden bereits besetzte Herzogtum wurde nach dem Dreißigjährigen Krieg zwischen dem Königreich Schweden und dem Kurfürstentum Brandenburg aufgeteilt.

## Herzogtum Pommern
- Suantibor I.  († 1107)
- Zuetopolc dux Odrenis (? – erwähnt 1122)

### Greifen
- Wartislaw I. (1121–1136)
- 1147/8–1156 Ratibor I.
- 1156–1180 Bogislaw I. und Kasimir I.
- 1180–1187 Bogislaw I.
- 1187–1220 Bogislaw II. und Kasimir II.

Nach 1202 wurde das Herzogtum geteilt; die Teilherzogtümer waren zunächst (bis 1264) Stettin und Demmin, nach der ersten echten Landesteilung von 1295 dann Wolgast und Stettin, die zeitweise wiederum einen geeinten pommerschen Staat bildeten:
Herzöge, die über ganz Pommern herrschten:
- 1220–1278 Barnim I.
- 1278–1295 Barnim II., Otto I. und Bogislaw IV.
- 1478–1523 Bogislaw X. der Große
- 1523–1531 Georg I. und Barnim IX.
- 1625–1637 Bogislaw XIV.
- ab 1637 gehörte der Westteil Pommerns (Vorpommern) einschließlich Stettin zu Schweden
- 1637–1657 gehörten die Länder Lauenburg und Bütow als heimgefallene Lehen wieder unmittelbar zu Polen, dann zu Brandenburg
- ab 1648 gehörte Hinterpommern zu Brandenburg

#### Pommern-Stettin
- 1160–1187 Bogislaw I.
- 1156–1180 Bogislaw I. und Kasimir I.
- 1202–1220 Bogislaw II.
- 1220–1278 Barnim I.
- 1278–1295 Barnim II., Otto I. und Bogislaw IV.
- 1295–1344 Otto I.
- 1344–1368 Barnim III.
- 1368–1372 Kasimir III. (IV.), Swantibor III. (I.) und Bogislaw VII.
- 1372–1404 Swantibor III. (I.) und Bogislaw VII.
- 1404–1413 Swantibor III. (I.)
- 1413–1428 Otto II. und Kasimir V.
- 1428–1435 Kasimir V.
- 1435–1451 Joachim I. d. J.
- 1451–1464 Otto III.
- 1464–1474 Erich II.
- 1474–1523 Bogislaw X.
- 1523–1531 Georg I. und Barnim IX.
- 1531–1569 Barnim IX.
- 1569–1600 Johann Friedrich
- 1600–1603 Barnim X.
- 1603–1606 Bogislaw XIII.
- 1606–1618 Philipp II.
- 1618–1620 Franz
- 1620–1637 Bogislaw XIV.

#### Pommern-Demmin
- 1160–1180 Kasimir I.
- 1202–1219/20 Kasimir II.
- 1219/20–1264 Wartislaw III.

#### Pommern-Wolgast
- 1295–1309 Bogislaw IV.
- 1309–1326 Wartislaw IV.
- 1326–1365 Bogislaw V., Barnim IV. und Wartislaw V.
- 1365–1368 Bogislaw V., Wartislaw V.
- 1368–1376 Bogislaw VI., Wartislaw VI.
- 1376–1393 Bogislaw VI.
- 1393–1394 Wartislaw VI.
- 1394–1405 Barnim VI., Wartislaw VIII.
- 1405–1415 Wartislaw VIII.
- 1415–1451 Barnim VII. und Wartislaw IX.
- 1451–1457 Wartislaw IX.
- 1457–1474 Erich II.
- 1474–1478 Wartislaw X.
- 1478–1523 Bogislaw X.
- 1523–1531 Barnim IX. und Georg I.
- 1532–1560 Philipp I.
- 1567–1569 Bogislaw XIII., Ernst Ludwig, Johann Friedrich und Barnim X.
- 1569–1592 Ernst Ludwig
- 1592–1625 Philipp Julius

#### Pommern-Stolp
- 1368–1373 Bogislaw V.
- 1374–1377 Kasimir IV. (V.)
- 1377–1395 Wartislaw VII.
- 1395–1402 Bogislaw VIII. und Barnim V.
- 1402–1403 Barnim V.
- 1403–1418 Bogislaw VIII.
- 1418–1446 Bogislaw IX.
- 1446–1459 Erich I.

#### Pommern-Stargard
- 1377–1402 Bogislaw VIII. und Barnim V.
- 1402–1418 Bogislaw VIII.
- 1418–1446 Bogislaw IX.
- 1449–1459 Erich I.

#### Pommern-Barth
- 1425–1436 Barnim VIII., Swantibor IV.
- 1436–1451 Barnim VIII.
- 1457–1478 Wartislaw X.
- 1478–1531 Teil des Herzogtums Pommern
- 1531–1569 Teil des Herzogtums Wolgast
- 1569–1605 Bogislaw XIII.
- ab 1603 Teil des Herzogtums Stettin

#### Pommern-Rügenwalde
(zwischen 1569 und 1622 Apanage der abgeteilten Herzöge)
- 1569–1602 Barnim X.
- 1602–1605 Kasimir VI.
- 1605–1606 Bogislaw XIII.
- 1606–1617 Georg II., Bogislaw XIV.
- 1617–1622 Bogislaw XIV.

## Fürstentum Rügen
- 1168–1325 dänisches Lehen unter lokalen Herrschern
- 1162–1170 Tezlaw
- 1170–1217 Jaromar I.
- 1218–1249 Wizlaw I.
- 1249–1260 Jaromar II.
- 1260–1302 Wizlaw II.
- 1303–1325 Wizlaw III.

Ab 1325 Herzogtum Wolgast-Rügen oder Rügen-Barth:
- 1325–1326 Wartislaw IV.
- 1326–1368 Bogislaw V., Wartislaw V. und Barnim IV.
- 1368–1372 Wartislaw VI. und Bogislaw VI.
- 1372–1394 Wartislaw VI.
- 1394–1415 Wartislaw VIII.
- 1415–1432/6 Swantibor II.
- 1432/6–1451 Barnim VIII.
- 1451–1457 Wartislaw IX.
- 1457–1478 Wartislaw X.

- ab 1474 Teil des Herzogtums Wolgast
- ab 1478 Teil des Herzogtums Pommern

## Länder Schlawe-Stolp-Rügenwalde
- ? – 1156 Ratibor I. (ab 1147/8 auch Herzog von Pommern)
- bis um 1190 Teil von Pommern
- 1190–1223 Bogislaw III.
- 1223–1238 Ratibor II.
- 1238–1307 Teil des Herzogtums Pommerellen
- 1307–1317 Teil der Mark Brandenburg (s. Swenzonen)
- ab 1317 als Herzogtum Stolp Teil des Herzogtums Wolgast

## Pommerellen
- 1106 Swietobor (Swantibor, Świętobór)
- 1109, 1113–1121 Swantopolk I. (Swantipolk I., Swietopelk I., Świętopełk)
- 1155–1187 Sobiesław I.
- 1187–1207 Sambor I.
- 1207–1220 Mestwin I. (auch Mściwoj/Mszczuj)
- 1220–1271 aufgeteilt in:
  - Belgard (Białogarda)
  - Danzig (Gdańsk)
  - Lübschau (Lubiszewo)
  - Schwetz (Świecie)

- 1260–1266 Swantopolk II. der Große
- 1271–1294 Mestwin II.
- 1294–1296 Przemysław II., Herzog von Großpolen und König von Polen
- 1296–1299 Władysław I. Ellenlang, Herzog von Kujawien und König von Polen
- 1299–1305 Wenzel II., König von Böhmen und von Polen
- 1306–1308 Władysław I. Ellenlang (2. Mal)
- 1308 im Besitz der Markgrafen von Brandenburg
- 1309–1454 im Besitz des Deutschen Ordens
- 1454–1466 Dreizehnjähriger Krieg innerhalb Preußens, für und gegen Deutschen Orden. Preußischer Bund unterstützt von König von Polen
- 1466–1772 Teil des  Königlichen Preußens
- 1772–1919 Westpreußen (Teil des Königreiches Preußen)

### Pommerellen-Belgard a. d. Leba
- 1207 Sobieslaw II.
- 1215/29–1257 Ratibor (Raciborz Pomorski)
- ab 1257 Teil von Pomerellen

### Pommerellen-Danzig
- bis 1215 Teil von Pomerellen
- 1215–1266 Swietopelk II. der Große
- 1266–1271 Wartislaw II.
- ab 1271 Teil von Pomerellen

### Pommerellen-Liebschau/Dirschau
- 1178–1200/07 Grzymislaw II.
- 1215/28–1266/78 Sambor II.
- ab 1266/1278 Teil von Pomerellen

### Pommerellen-Schwetz
- bis 1178 Teil von Pomerellen
- 1178–1200/07 Grzymislaw II.
- 1215/1223–1229/30 Wratislaw I.
- 1229–1255/66 Swietopelk II. der Große
- 1255/66–1271 Mestwin II.
- ab 1271 Teil von Pomerellen